# Dopaminski receptor
Dopaminski receptori su klasa metabotropnih G protein-spregnutih receptora koji su prominentni u centralnom nervnom sistemu (CNS) kičmenjaka. Neurotransmiter dopamin je primarni endogeni ligand za dopaminske receptore.
Dopaminski receptori učestvuju u mnoštvu neuroloških procesa, kao što su motivacija, zadovoljstvo, kognicija, memorija, učenje, fina motorna kontrola, kao i modulacija neuroendokrine signalizacije. Abnormalni prenos signala dopaminskih receptora i iregularna funkcija dopaminergičkih nerva su implicirane u više neuropsihijatrijkih poremećaja. Iz tih razloga, dopaminski receptori su česta meta neuroloških lekova. Antipsihotici su često antagonisti dopamina, dok su psihostimulansi tipično indirektni agonisti dopaminskog receptora.

## Tipovi dopaminskog receptora
Postoji pet tipova dopaminskog receptora, D1, D2, D3, D4 i D5. Receptori D1 i D5 su članovi D1-slične familije dopaminskih receptora, dok su D2, D3 i D4 receptori članovi D2-slične familije. Postoji podaci koji sugerišu mogućnost postojanja D6 i D7 dopaminskih receptora, ali ti receptori nisu bili ubedljivo identifikovani.
Na globalnom nivou, D1 receptori su široko izraženi u mozgu. D1-2 receptorski tipovi su nađeni u 10-100 puta višim nivoima od D3-5 tipova.

### D1-slična familija
- D1 je kodiran genom dopaminskog receptora D1.
- D5 je kodiran genom dopaminskog receptora D5.

### D2-slična familija
Aktivacija D2-slične familije receptora je spregnuta sa G proteinom , koji direktno inhibira formiranje cAMP putem inhibiranja enzima adenilat ciklaze.
- D2 je kodiran genom dopaminskog receptora D2. Postoje dve forme: D2Sh (kratki) i D2Lh (dugački):
  -  forma je presinaptički locirana. Ona ima modulatorne funkcije (regulacija neurotransmisije povratnim mehanizmom, čime se vrši uticaj na sintezu, čuvanje, i otpuštanje dopamina u sinaptički rascep).[5]
  -  forma može da deluje kao klasični post-sinaptički receptor, i.e., prenosi informacije (u bilo pobuđivačkom ili inhibitornom maniru) ukoliko nije blokirana antagonistom ili parcijalnim agonistom.[5]
- D3 je kodiran genom dopaminskog receptora D3. Maksimalno izražavanje dopaminskog D3 receptora je primećeno u ostrvima Kaleha i nucleus accumbens.[6]
- D4 je kodiran genom dopaminskog receptora D4. Gen D4 receptora manifestuje polimorfizme koji se razlikuju u varijabilnom broju tandemskih ponavljanja prisutnih unutar kodirajuće sekvence eksona 3.[7] Neki od tih alela su povezani sa povećanom učestalošću određenih bolesti. Na primer, D4.7 aleli imaju uspostavljenu asocijaciju sa hiperkinetičkim poremećajem.[8][9][10]

## Literatura
1. ↑  Girault J, Greengard P (2004). „The neurobiology of dopamine signaling”. Arch Neurol. 61 (5): 641—4. PMID 15148138. doi:10.1001/archneur.61.5.641.
2. ↑  Contreras F, Fouillioux C, Bolívar A, Simonovis N, Hernández-Hernández R, Armas-Hernandez M, Velasco M (2002). „Dopamine, hypertension and obesity”. J Hum Hypertens. 16 Suppl 1: S13—7. PMID 11986886. doi:10.1038/sj.jhh.1001334.
3. ↑  Hurley MJ, Jenner P (2006). „What has been learnt from study of dopamine receptors in Parkinson's disease?”. Pharmacol Ther. 111 (3): 715. PMID 16458973. doi:10.1016/j.pharmthera.2005.12.001.
4. ↑  Neves SR; Ram PT; Ravi Iyengar (2002). „G protein pathways”. Science (journal). 296 (5573): 1636—9. PMID 12040175. doi:10.1126/science.1071550.
5. 1 2  „Introduction to Neuroscience I - Google Books”.
6. ↑  Suzuki M, Hurd YL, Sokoloff P, Schwartz JC, Sedvall G (1998). „D3 dopamine receptor mRNA is widely expressed in the human brain”. Brain Res. 779 (1-2): 58—74. PMID 9473588. doi:10.1016/S0006-8993(97)01078-0.
7. ↑  NCBI Database
8. ↑  Manor I, Tyano S, Eisenberg J, Bachner-Melman R, Kotler M, Ebstein RP (2002). „The short DRD4 repeats confer risk to attention deficit hyperactivity disorder in a family-based design and impair performance on a continuous performance test (TOVA)”. Mol. Psychiatry. 7 (7): 790—4. PMID 12192625. doi:10.1038/sj.mp.4001078.
9. ↑  Langley K, Marshall L, van den Bree M, Thomas H, Owen M, O'Donovan M, Thapar A (2004). „Association of the dopamine D4 receptor gene 7-repeat allele with neuropsychological test performance of children with ADHD”. Am J Psychiatry. 161 (1): 133—8. PMID 14702261. doi:10.1176/appi.ajp.161.1.133.
10. ↑  Kustanovich V, Ishii J, Crawford L, Yang M, McGough JJ, McCracken JT, Smalley SL, Nelson SF (2004). „Transmission disequilibrium testing of dopamine-related candidate gene polymorphisms in ADHD: confirmation of association of ADHD with DRD4 and DRD5”. Mol. Psychiatry. 9 (7): 711—7. PMID 14699430. doi:10.1038/sj.mp.4001466.

## Spoljašnje veze
- „Dopamine Receptors”. IUPHAR Database of Receptors and Ion Channels. International Union of Basic and Clinical Pharmacology. Архивирано из оригинала 01. 02. 2017. г.
- Dopaminski receptori: Reprezentativna familija metabotropnih receptora,
- Članci o dopaminskoj anatomiji